# W. A. Tremayne
Pour les articles homonymes, voir Tremayne.
W. A. Tremayne est un scénariste canadien décédé le 2 décembre 1939 à Montréal (Canada).

## Filmographie
- 1911 : The Thumb Print
- 1912 : A Mistake in Spelling
- 1913 : Tim Grogan's Foundling
- 1913 : O'Hara's Godchild
- 1913 : His Honor, the Mayor
- 1913 : The Mouse and the Lion
- 1913 : The Silver Cigarette Case
- 1913 : When Glasses Are Not Glasses
- 1913 : The Lonely Princess
- 1913 : Cupid Versus Women's Rights
- 1913 : Matrimonial Manoeuvres
- 1913 : The Right Man
- 1913 : The Sale of a Heart
- 1913 : The Honorable Algernon
- 1914 : Old Reliable
- 1914 : A Wayward Daughter
- 1914 : Bella's Elopement
- 1914 : Politics and the Press
- 1914 : The Peacemaker
- 1914 : The Mill of Life
- 1915 : Bertie's Stratagem
- 1915 : Between Two Fires
- 1915 : Benjamin Bunter: Book Agent